# Raymond (Wisconsin)
Raymond – miasto w Stanach Zjednoczonych, w stanie Wisconsin, w hrabstwie Racine.